# An Occasional Dream
An Occasional Dream est une chanson écrite, composée et interprétée par David Bowie. Écrite début 1969, elle sort en novembre 1969 sur le deuxième album de Bowie, David Bowie (rebaptisé ultérieurement Space Oddity).

## Histoire
David Bowie écrit An Occasional Dream après sa rupture avec Hermione Farthingale et en souvenir de leur vie commune, de janvier 1968 au départ de celle-ci en Norvège en 1969. C'est une douce ballade folk, qui commence par des mesures délicates pour finir sur un ton plus dramatique, et qui rappelle son premier album, David Bowie. Il y décrit avec nostalgie leur relation.
Une version de démonstration est enregistrée en avril 1969 avec John Hutchinson — qui faisait partie du trio Feathers avec les deux amants — ; elle est publiée dans une réédition de l'album en 2009. 
La version de l'album originel est enregistrée pendant l'été 1969. L'orchestration est due à Tony Visconti, qui a beaucoup fréquenté le couple.
Une session de la BBC du 5 février 1970 est le dernier enregistrement connu de la chanson.